# Štrpce
Štrpce (albánsky Shtërpcë, v srbské cyrilici Штрпце) je obec v jižní části Kosova, na silnici z Prizrenu do Kačaniku. Má 6 906 obyvatel a od roku 1988 je centrem stejnojmenné opštiny. Většina obyvatel (66, 7 %) je srbské národnosti. Štrpce je srbskou enklávou ve většinově Albánci obývaném jižním Kosovu.
Obec se nachází severně od horského masivu Brezovica, kde se rozkládá lyžařský areál. Okolní krajina je bohatá na přírodní zdroje.

## Historie
V obci se nachází kostel sv. Mikuláše (Nikoly) z let 1576/1577.[zdroj?] Ve středověku bylo město součástí župy Sirnić. Město samotné je poprvé připomínáno v dokumentu ze 13. století. V okolí města se nachází několik zřícenin středověkých hradů, které nechala na ochranu své tehdejší severní hranice se středověkým srbským státem zbudovat Byzantská říše.
Město bylo součástí Osmanské říše až do roku 1912. Po první balkánské válce se stalo součástí Srbska, později Království Srbů, Chorvatů a Slovinců a nakonec Jugoslávie. Během druhé světové války bylo součástí Velké Albánie. Dne 28. června 1944 zde bulharští vojáci zabili 46 místních obyvatel jako odplatu za smrt jednoho svého příslušníka.
Po skončení války v Kosovu se Štrpce stalo srbskou enklávou v dominantně albánské části Kosova. Na rozdíl od jiných obcí v Kosovu, kde nízká životní úroveň, nezaměstnanost a špatná bezpečnostní situace a napjaté vztahy mezi Albánci a Srby vedly k vystěhování místních Srbů do Srbska nedocházelo ve Štrpci k odchodu obyvatel. Naopak jsem přišli uprchlíci z Uroševace, Prizrenu a Suvé Reky.
Přístupy k obci hlídali vojáci KFOR. V září 1999 zde místní obyvatelstvo zadržovalo dva pracovníky organizace Člověk v tísni, které nakonec vojáci KFOR vysvobodili. Rozvoj obce financovala ještě do roku 2013 srbská vláda, nicméně po vzájemných rozhovorech s Evropskou unií byla nucena tuto aktivitu ve snaze otevřít se vstupu do EU zastavit. Do té doby fungovala ve Štrpci dvě paralelní zastupitelstva, paralelní školy, soudy i místní správa.
Do roku 2010 byli ve Štrpci přítomni vojáci KFOR.
V letech 2010-2012 zde kosovská vláda financovala výstavbu polikliniky.

## Školství
Štrpce má dvě školy (základní a střední školu). Základní škola nese jméno podle Staji Markoviće a střední podle zeměpisce Jovana Cvijiće.

## Ekonomika
Hospodářství obce a okolí stojí především na zemědělství (pěstování malin a dalšího ovoce) a turistice, která je spojená se zimními sporty a letní horskou turistikou. Štrpce má silniční spojení se zbytkem Kosova, železniční spojení zde není.
Během dob existence SFRJ a později SRJ zde existovala státní pila patřící podniku Drvo eksport.